# オルドーニョ1世

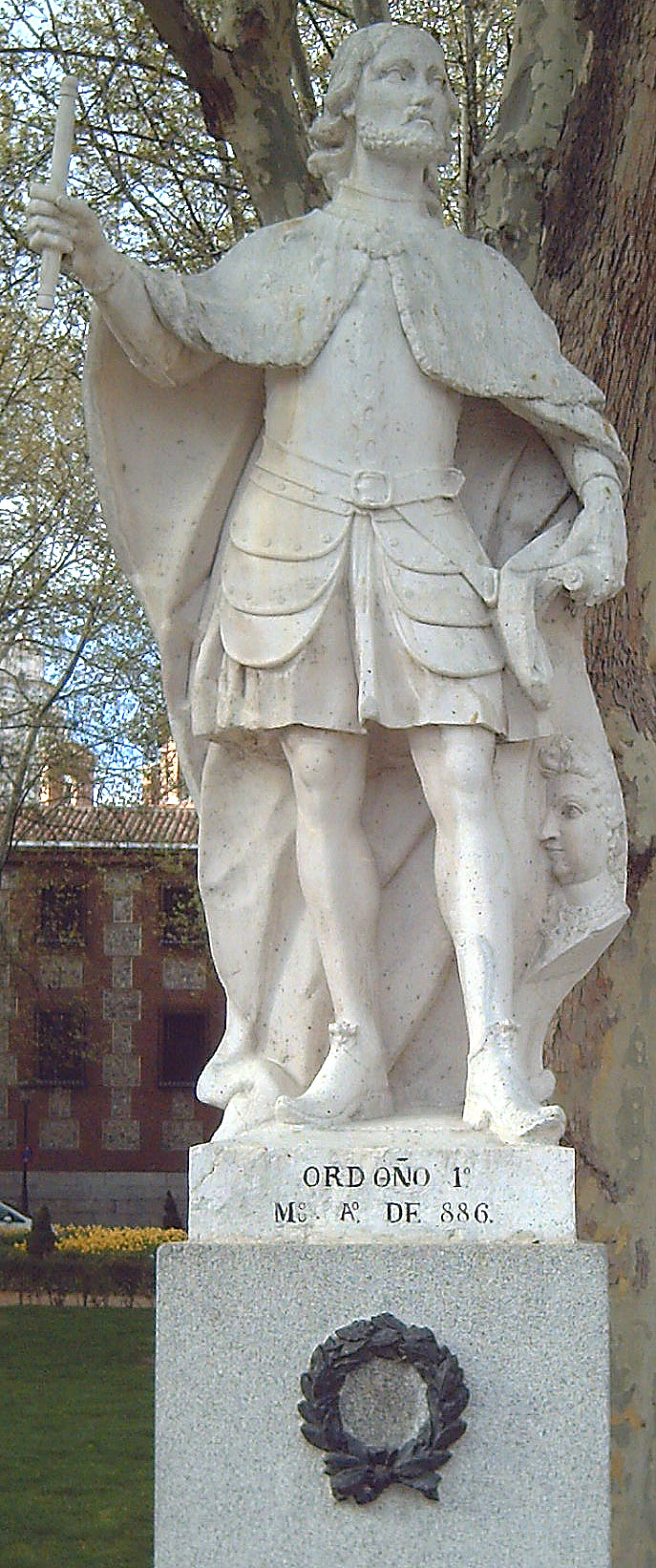
マドリード、オリエンテ広場にたつオルドーニョ1世像

オルドーニョ1世（Ordoño I de Asturias, 821年 - 866年5月27日）は、アストゥリアス王（在位：850年 - 866年）。

## 生涯
ラミロ王子（のちにラミロ1世として即位）と最初の妃（氏名不詳）のただ一人の子として、オビエドで生まれた。幼い頃、アストゥリアス王アルフォンソ2世の宮廷で育ち、おそらく早くから王位継承者と目されていた。ラミロ王子がガリシアの知事に任命されると、9歳のオルドーニョも家族とガリシアへ向かった。彼は住居のあったルーゴで教育を終え、軍人としての修練を積んだ。
父ラミロ1世がバルドゥリア地方（es、現在のブルゴス県北部）で2度目の妃を迎えるため不在となると、オルドーニョはガリシアの臨時知事に任命された。父のこの旅行の間、オルドーニョの人生は急展開した。アルフォンソ2世が急逝したのである。ラミロ1世はすぐさま即位を宣言したが、多くの貴族から支持を受けていたネポシアーノも、ラミロ1世の不在をいいことにアストゥリアス王の宣誓を行った。
オルドーニョは、父ラミロ1世がネポシアーノと戦うための軍隊を編成したが、ガリシアの臨時知事の立場であったため戦わなかった。ラミロ1世は即位後、自分の地位を確固たるものとした。
847年、オルドーニョは貴族のムニア（ヌーニャとも。パンプローナ王イニゴ・アリスタの姉妹）と結婚した。ムニアとの間には、アルフォンソ3世を含む6子をもうけた。
850年、オルドーニョは父ラミロ1世の死に伴ってアストゥリアス王に即位した。彼は貴族の中から選ばれたのではなく、父親から王位を継承した初のアストゥリアス王となった。即位後すぐ、彼はバスク人の反乱に直面した（サラゴサのバヌ＝カシー家が陰で支援していたとされる）。反乱を平定後オビエドへ帰還する途中、イスラム軍がバルドゥリア地方を攻撃するつもりであることをオルドーニョは耳にした。彼はイスラム軍を急襲し、エブロ河岸で敗退させた。
2度の勝利が平和をもたらした。サラゴサ知事ムーサ・イブン・ムーサは、アルバ（現在のアルベルダ・デ・イレグア）の防衛を強化することにし、包囲して陥落させた。
アル・アンダルスとの協力関係については、オルドーニョはコルドバの太守の権威に対抗するモサラベを支援した。しかし852年のグアダラセテの戦いで、反乱軍に協力したキリスト教国軍は敗退した。
この失敗のため、オルドーニョはドゥエロ川とカンタブリア山脈に挟まれた地域の守りを固めなければならず、王国の対イスラムの守りとなるレオン、アストルガ、アマヤ、トゥイに補充を行い城壁を築いた。
オルドーニョは当時イスラム領であったトゥデラを犠牲にして征服を推し進め、ナバラとバスクへの往来を管理下においた。この事態に、コルドバの太守は強力な遠征軍をミランダとアラバの谷へ送り込んだ。865年に起きたこのモルクエラの戦いで、初代カスティーリャ伯ロドリゴ（アストゥリアス王族）率いるアストゥリアス軍は大敗北を喫した。敗戦は、この後数年間レコンキスタの動きを停滞させることになった。
オルドーニョ1世の墓所は、オビエド大聖堂のレイ・カスト礼拝堂内にある。